# Cladopyxis brachiolata
Cladopyxis brachiolata is een soort in de taxonomische indeling van de Myzozoa, een stam van microscopische parasitaire dieren. Het organisme komt uit het geslacht Cladopyxis en behoort tot de familie Cladopyxidaceae. Cladopyxis brachiolata werd in 1883 ontdekt door F. Stein.